# Maja Tokarska
Maja Tokarska est une joueuse de volley-ball polonaise née le 22 février 1991 à Gdańsk. Elle mesure 1,93 m et joue au poste de centrale. Elle totalise 54 sélections en équipe de Pologne.

## Clubs
| Club                     | De        | À         |
| ------------------------ | --------- | --------- |
| Gedania Gdańsk           | 2004-2005 | 2004-2005 |
| SMS PZPS Sosnowiec       | 2005-2006 | 2007-2008 |
| Gedania Gdańsk           | 2008-2009 | 2008-2009 |
| PTPS Piła                | 2009-2010 | 2009-2010 |
| Gwardia Wrocław          | 2010-2011 | 2010-2011 |
| Atom Trefl Sopot         | 2011-2012 | 2011-2012 |
| Dąbrowa Górnicza         | 2012-2013 | 2012-2013 |
| AGIL Volley              | 2013-2014 | 2013-2014 |
| Atom Trefl Sopot         | 2014-2015 | 2015-2016 |
| Hisamitsu Springs        | 2016-2017 | 2016-2017 |
| Beşiktaş İstanbul        | 2017-2018 | 2017-2018 |
| KS Developres Rzeszów    | 2018-2019 | 2018-2019 |
| LTS Legionovia Legionowo | 2019-2020 | en cours  |

## Palmarès

### En sélection nationale
- Jeux européens
  -  : 2015.
- Ligue européenne
  -  : 2014.

### En club
- Coupe de la CEV
  - Finaliste : 2015.
- Championnat AVC des clubs
  -  : 2017.
- Coupe BVA (1)
  -  : 2018.
- Championnat du Japon
  - Finaliste : 2017.
- Coupe du Japon (1)
  - Vainqueur : 2016.
- Championnat de Pologne (1)
  - Vainqueur : 2012.
  - Finaliste : 2013, 2015, 2016.
  - Troisième : 2019.
- Coupe de Pologne (2)
  - Vainqueur : 2013, 2015.
  - Finaliste : 2012, 2016, 2019.
- Supercoupe de Pologne (1)
  - Vainqueur : 2012.
  - Finaliste : 2015.

### Distinctions individuelles
- 2013 : Coupe de Pologne — Meilleure centrale